# Johannes Reinwaldt (Radsportler)
Johannes Ferdinand Reinwaldt (* 14. Mai 1890 in Kopenhagen; † 28. Juni 1958 ebenda) war ein dänischer Radrennfahrer.
Reinwaldt, der dem DCR Kopenhagen angehörte, nahm an den Olympischen Sommerspielen 1912 in Stockholm teil. Im Einzelzeitfahren belegte er den 48. Rang und in der Mannschaftswertung mit der dänischen Mannschaft den achten Rang.